# Біологічний зворотний зв'язок

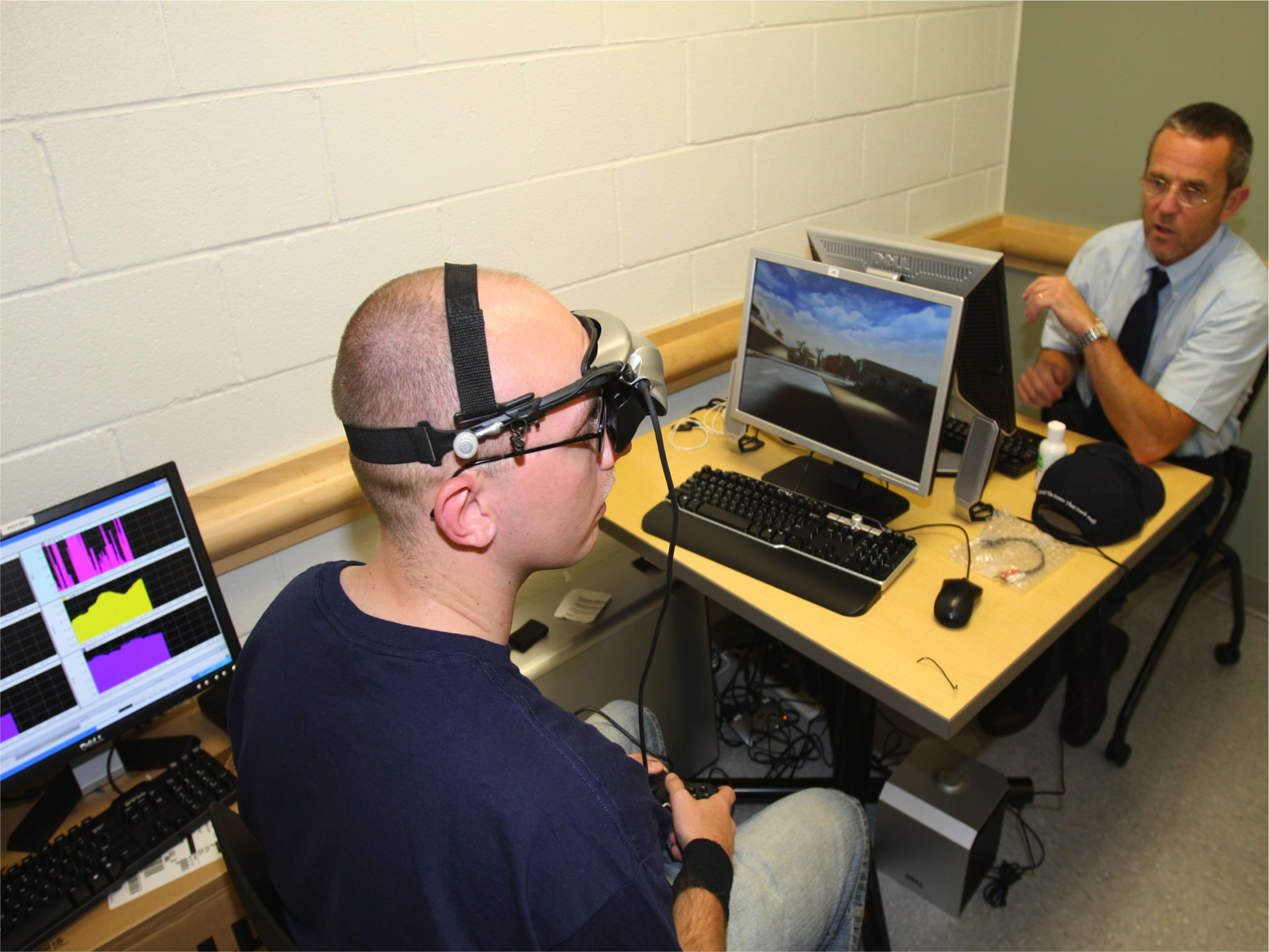
Використання біоуправління в лікуванні посттравматичного синдрому

Біологічний зворотний зв'язок (англ. biofeedback) — технологія, що включає в себе комплекс дослідницьких, немедичних, фізіологічних, профілактичних і лікувальних процедур, в ході яких людині за допомогою зовнішнього ланцюга  зворотного зв'язку, організованого переважно за допомогою мікропроцесорної або комп'ютерної техніки, пред'являється інформація про стан і зміни тих чи інших власних  фізіологічних процесів.
Використовуються зорові, слухові, тактильні та інші сигнали-стимули, що дозволяє розвинути навички саморегуляції за рахунок тренування і підвищення  лабільності регуляторних механізмів.

## Принцип
БЗЗ-процедура полягає в безперервному моніторингу в режимі реального часу певних фізіологічних показників і свідоме управління ними за допомогою мультимедійних, ігрових і інших прийомів в заданій області значень. Іншими словами, БЗЗ-інтерфейс надає людині свого роду «фізіологічне дзеркало», в якому відображаються її внутрішні процеси. Таким чином протягом курсу БЗЗ-сеансів можливо посилити або послабити даний фізіологічний показник, а отже, рівень тонічної активації тієї регуляторної системи, чию активність даний показник відображає.
Наприклад, навчання за допомогою БЗЗ-методу довільно підвищувати температуру кінчиків пальців призводить до зниження симпатикотонії і купірування спазма периферичних судин.

## Методи реалізації

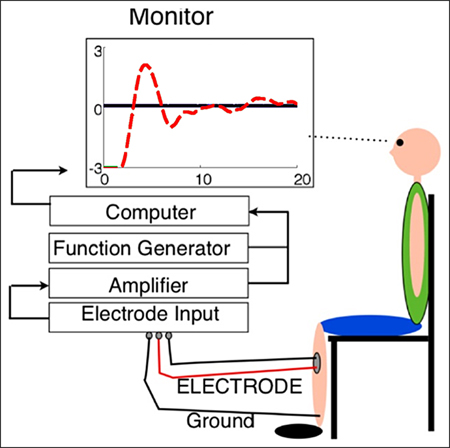
Використання ЕМГ для створення штучного зворотного зв'язку

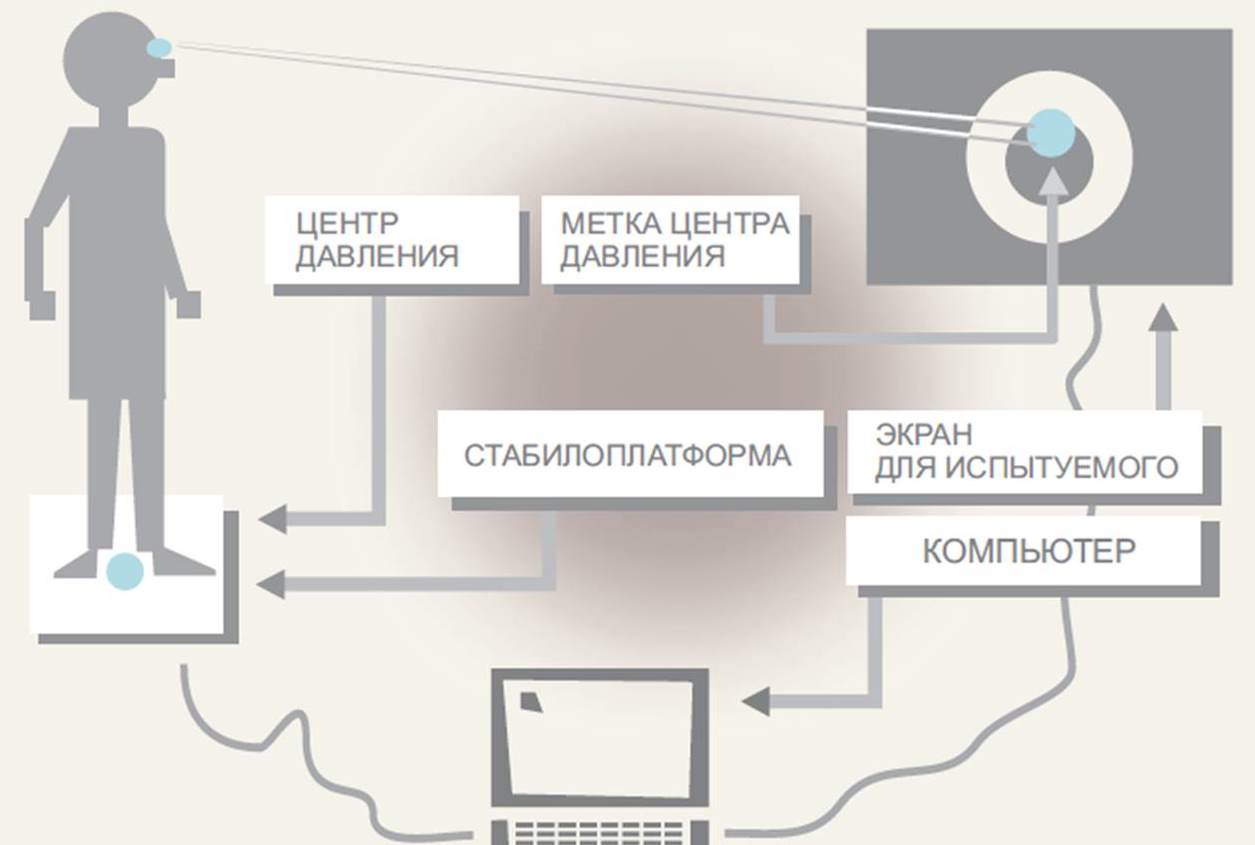
Використання опорної реакції (на стабілоплатформі) для створення штучного зворотного зв'язку

Для організації біоуправління використовують різні методи: ЕЕГ, ЕКГ, …

## Застосування
Клінічна — психологія, неврологія, кардіологія, гастроентерологія, урологія, педіатрія, геріатрія, відновлювальна медицина, превентивна медицина.
Неклінічна — в ефективному стрессменеджменті, що дозволяє підвищити показники ефективності у великому спорті, мистецтві, а також у будь-якій діяльності, що вимагає тривалих зусиль і великої відповідальності, для корекції так званих пограничних станів, викликаних неконтрольованим впливом хронічного стресу, в педагогіці, де за допомогою БЗЗ-технологій вирішуються питання підвищення ефективності навчання, розвитку творчих здібностей та ін.

## Історія і розвиток методу
Теоретичні основи
Основою для створення методу БЗЗ послужили фундаментальні дослідження механізмів регуляції фізіологічних і розвитку патологічних процесів, а також результати прикладного вивчення раціональних способів активації адаптивних систем мозку здорової і хворої людини. У зв'язку з цим потрібно згадати великих фізіологів  І. М. Сеченова і І. П. Павлова — авторів теорії умовних рефлексів.
У XX столітті ідейними продовжувачами досліджень І. М. Сеченова і І. П. Павлова стали  К. М. Биков (теорія кортико-вісцеральних зв'язків),  П. К. Анохін (теорія функціональних систем), Н. П. Бехтерєва (теорія стійких патологічних станів).
Створення технологій БЗЗ 

Активне вивчення методу почалося наприкінці 1950-х років XX століття.
Приблизно з середини XX століття стали розроблятися і використовуватися методи, в яких встановлювався біологічний зворотний зв'язок з організмом на основі зміни різних параметрів (пульсової хвилі, м'язової сили, артеріального тиску).
Найбільший внесок в його розвиток внесли:
- дослідження  N. E. Miller[en], L. V. DiCara (1968) з вироблення у тварин вісцеральних умовних рефлексів оперантного типу[3];
- дослідження M.B. Sterman (1980) про підвищення порогів судомної готовності після  умовнорефлекторного посилення сенсомоторного ритму в центральній звивині кори головного мозку як тварин, так і людини[4];
- відкриття J. Kamiya (1968) здатності випробуваних довільно змінювати параметри своєї електроенцефалограми (ЕЕГ) при наявності зворотного зв'язку про їх поточні значення[5].

В 1970-ті роки значна увага приділялася вивченню так званого альфа-навчання і альфа-станів, зумовлених посиленим альфа-ритмом в  ЕЕГ людини.
В кінці 1980-х — початку 1990-х свої експерименти провели Peniston і Kulkosky по вивченню можливості лікування хворих на алкоголізм за допомогою технології БЗЗ. Вони ж створили протокол проведення сесії, який став зараз класичним: спочатку проводиться температурний тренінг (претерапія), а потім альфа-тета тренінг по ЕЕГ.
Розвиток біоуправління в СРСР
Сформувалися кілька центрів розвитку технології, де розробляються і виробляються відповідні прилади і методики. За часів СРСР найбільш помітні дослідження проводилися в Новосибірську.
Засновником напрямку є М. Б. Штарк. Відкрито виробництво приладів і методик для біоуправління при  Науково-дослідному інституті молекулярної біології і біофізики СВ РАМН, існує солідний досвід використання біологічного зворотного зв'язку в практичній галузі.
Розвиток ленінградської і санкт-петербурзької школи пов'язують з ім'ям  О. В. Богдановата його співробітників. У Санкт-Петербурзі випускаються прилади та методики для біоуправління.
Дослідження в області біоуправління проводилися або проводяться в МДУ ім. Ломоносова (наприклад, в підрозділі С. А. Ісайчева [Архівовано 16 грудня 2017 у Wayback Machine.]) та інших наукових організаціях. Є згадки про інтерес знаменитого невролога  А. М. Вейна до Біоуправління.

### Ресурси Інтернету
- Статья в электронном словаре
- Марк Штарк: «Биоуправление — это медицина будущего». [Архівовано 17 лютого 2017 у Wayback Machine.] Интервью с обозревателем Татьяной Батеневой. «Известия», 20 февраля 2003
- Сайт Американской Ассоциации Прикладной Психофизиологии и Биологической Обратной Связи (AAPB) [Архівовано 21 листопада 2011 у Wayback Machine.]